# Harmakhis Vallis
Harmakhis Vallis es un valle en Marte cerca de Hellas Planitia. Ha sido identificado como un canal de salida, el sitio de catastróficas inundaciones de agua durante el pasado de Marte.
Los barrancos también son comunes en la pared de Harmakhis Vallis, como se ve en la imagen a continuación. Algunos autores han sugerido que estas estructuras indican un flujo geológicamente reciente de pequeñas cantidades de agua a través de la superficie.